# 斯特劳哈尔数

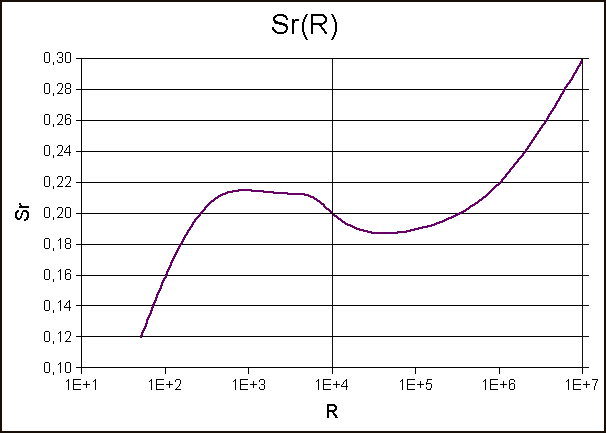
长圆柱绕流中雷诺数与斯特劳哈尔数的关系

斯特劳哈尔数（英語：Strouhal number）是流体力学中用来描述周期性非定常流动的一个无量纲数，以捷克物理学家文岑茨·斯特劳哈尔的名字命名。斯特劳哈尔于1878年研究了旋涡脱落及其产生的风鸣声。
斯特劳哈尔数的定义为：
{\displaystyle \mathrm {St} ={fL \over U},}
其中{\displaystyle f}为旋涡脱落的频率，{\displaystyle L}为特征长度（如水力直径为翼型厚度），{\displaystyle U}为流速。
在起伏飞行等情形下，常以振动幅度为特征长度。此时可以得到斯特劳哈尔数与简约频率之间的关系：
{\displaystyle \mathrm {St} ={ka \over \pi c},}
其中{\displaystyle k}为简约频率，{\displaystyle a}为起伏的振动幅度。